# 克里斯·科莫
克里斯托弗·查尔斯·科莫（英語：Christopher Charles Cuomo，1970年8月9日—）是美国电视记者、CNN節目《科莫黄金时间》前主持人，他是第52任纽约州州长马里奥·库默的儿子、第56任纽约州州长安德鲁·库默的弟弟。
2020年3月31日，克里斯的嚴重急性呼吸系統綜合症冠狀病毒2型检测呈阳性。
2021年12月，克里斯被指控涉嫌利用自己的職務試圖幫他的哥哥安德鲁洗白，最後CNN決定開除他的當家新聞主播的職位。